# Tú y yo somos tres (obra de teatro)
Tú y yo somos tres es una obra de teatro en dos actos escrita por Enrique Jardiel Poncela y estrenada en el Teatro Infanta Isabel, de Madrid, el día 16 de marzo de 1945.

## Argumento
Manolita es una joven que tras mantener correspondencia con el desconocido Rodolfo cree haberse enamorado de él, hasta el punto de que ambos contraen matrimonio por poderes. Cuando Rodolfo aparece en escena, Manolita se encuentra con la sorpresa de que su marido tiene un hermano siamés.

## Representaciones destacadas
- Teatro (estreno, en 1945). Intérpretes: Isabel Garcés, Irene Caba Alba, Pura Martínez, Blanca Sendino, Ángel de Andrés, Gregorio Valero, Emilio Gutiérrez.
- Cine (1962). Director: Rafael Gil. Intérpretes: Analía Gadé, Alberto de Mendoza, Pepe Rubio, Ismael Merlo, Katia Loritz, Matilde Muñoz Sampedro, José Franco, José María Tasso, José Isbert, Julia Caba Alba, José Luis López Vázquez.
- Televisión (19 de junio de 1965, en el espacio Teatro de humor, de TVE). Intérpretes: Valeriano Andrés, Rafaela Aparicio, Ignacio de Paúl, Joaquín Pamplona.
- Teatro (1972). Intérpretes: Luis Varela, Alicia Hermida, Jorge Vico, Terele Pávez, Teófilo Calle, Luis Barbero.
- Televisión (25 de octubre de 1983, en el espacio La Comedia, de TVE). Intépretes: Carlos Larrañaga, Jaime Blanch, Manuel Galiana, Ismael Merlo, María Garralón, Manuel Tejada, Marta Puig, Luis Barbero, Margarita Calahorra.
- Teatro (2004). Dirección: Manuel Canseco. Intérpretes: Luis Varela, África Gozalbes, Francisco Hernández, Francisco Racionero, Sergio Otegui, Estrella Blanco, Joan Llaneras, Miguel Tubía, Cristina Palomo y Paloma Paso Jardiel.